# Saint-Martin-la-Garenne
Saint-Martin-la-Garenne és un municipi francès, situat al departament d'Yvelines i a la regió de Illa de França. L'any 2007 tenia 846 habitants.
Forma part del cantó de Limay, del districte de Rambouillet i de la Comunitat urbana Grand Paris Seine et Oise.

## Demografia

### Població
El 2007 la població de fet de Saint-Martin-la-Garenne era de 846 persones. Hi havia 317 famílies, de les quals 75 eren unipersonals (41 homes vivint sols i 34 dones vivint soles), 78 parelles sense fills, 142 parelles amb fills i 22 famílies monoparentals amb fills.
La població ha evolucionat segons el següent gràfic:
Habitants censats

### Habitatges
El 2007 hi havia 385 habitatges, 319 eren l'habitatge principal de la família, 37 eren segones residències i 28 estaven desocupats. 349 eren cases i 34 eren apartaments. Dels 319 habitatges principals, 274 estaven ocupats pels seus propietaris, 34 estaven llogats i ocupats pels llogaters i 11 estaven cedits a títol gratuït; 4 tenien una cambra, 17 en tenien dues, 43 en tenien tres, 54 en tenien quatre i 202 en tenien cinc o més. 253 habitatges disposaven pel capbaix d'una plaça de pàrquing. A 119 habitatges hi havia un automòbil i a 189 n'hi havia dos o més.

### Piràmide de població
La piràmide de població per edats i sexe el 2009 era:
| Homes | Edats   | Dones |
| ----- | ------- | ----- |
| 0     | 95 o +  | 4     |
| 8     | 90 a 94 | 0     |
| 4     | 85 a 89 | 8     |
| 4     | 80 a 84 | 8     |
| 4     | 75 a 79 | 12    |
| 12    | 70 a 74 | 8     |
| 20    | 65 a 69 | 0     |
| 8     | 60 a 64 | 16    |
| 16    | 55 a 59 | 12    |
| 40    | 50 a 54 | 48    |
| 36    | 45 a 49 | 32    |
| 36    | 40 a 44 | 32    |
| 36    | 35 a 39 | 48    |
| 16    | 30 a 34 | 12    |
| 40    | 25 a 29 | 16    |
| 24    | 20 a 24 | 28    |
| 20    | 15 a 19 | 20    |
| 32    | 10 a 14 | 24    |
| 16    | 5 a 9   | 12    |
| 40    | 0 a 4   | 20    |

## Economia
El 2007 la població en edat de treballar era de 584 persones, 451 eren actives i 133 eren inactives. De les 451 persones actives 416 estaven ocupades (224 homes i 192 dones) i 35 estaven aturades (19 homes i 16 dones). De les 133 persones inactives 53 estaven jubilades, 40 estaven estudiant i 40 estaven classificades com a «altres inactius».

### Ingressos
El 2009 a Saint-Martin-la-Garenne hi havia 348 unitats fiscals que integraven 913 persones, la mediana anual d'ingressos fiscals per persona era de 25.001 €.

### Activitats econòmiques
Dels 39 establiments que hi havia el 2007, 2 eren d'empreses extractives, 3 d'empreses de fabricació d'altres productes industrials, 8 d'empreses de construcció, 8 d'empreses de comerç i reparació d'automòbils, 3 d'empreses d'hostatgeria i restauració, 3 d'empreses d'informació i comunicació, 2 d'empreses immobiliàries, 5 d'empreses de serveis i 5 d'empreses classificades com a «altres activitats de serveis».
Dels 9 establiments de servei als particulars que hi havia el 2009, 2 eren paletes, 1 fusteria, 1 lampisteria, 1 empresa de construcció, 2 restaurants i 2 agències immobiliàries.
L'any 2000 a Saint-Martin-la-Garenne hi havia 3 explotacions agrícoles.

## Equipaments sanitaris i escolars
El 2009 hi havia una escola elemental.

## Poblacions més properes
El següent diagrama mostra les poblacions més properes.